# Gare d'As (Belgique)
Ne doit pas être confondu avec la Gare d'Asse, en Belgique, et la Gare d'Ås, en Norvège.
La gare d'As est une ancienne gare ferroviaire belge de la ligne 21A, de Hasselt à Maaseik située sur le territoire de la commune d'As, dans la province de Limbourg en Région flamande.
Mise en service en 1874 en tant que gare rurale d'une ligne privée aboutissant à Maaseik, qui ne sera jamais prolongée vers les Pays-Bas sur la rive opposée de la Meuse, elle prend de l'importance avec la mise en exploitation des gisements charbonniers de Campine dans les années 1920-1930. Après la disparition des trains de charbon, des amateurs ont créé l'association Kolenspoor qui visait à faire circuler des trains touristiques au départ de l'ancienne gare d'As. Son bâtiment, reconverti en taverne, est le seul de la Société du chemin de fer Hasselt-Maeseyck à avoir été conservé.

## Situation ferroviaire
Avant 1941, la gare d'As était établie au point kilométrique (PK) 22.8 de la ligne 21A, de Hasselt à Maaseik, entre l'ancienne gare de Genk et la gare d'Opoeteren-Dilsen. Avec la fermeture au trafic de la section traversant Genk, la section vers Boxbergheide contournant Genk (faisant initialement partie de la ligne 21B de Y Boxbergheide à Eisden) est requalifiée comme partie intégrante de la ligne 21A. As se trouvant dès lors au PK 27.5.
Depuis 1925, As se situe entre deux bifurcations : d'une part celle où la ligne contournant Genk, via Waterschei, Zwartberg et Winterslag se sépare du tracé d'origine ; de l'autre celle où la ligne 21B, vers Eisden-Mine se sépare de la ligne vers Maaseik,.

## Histoire

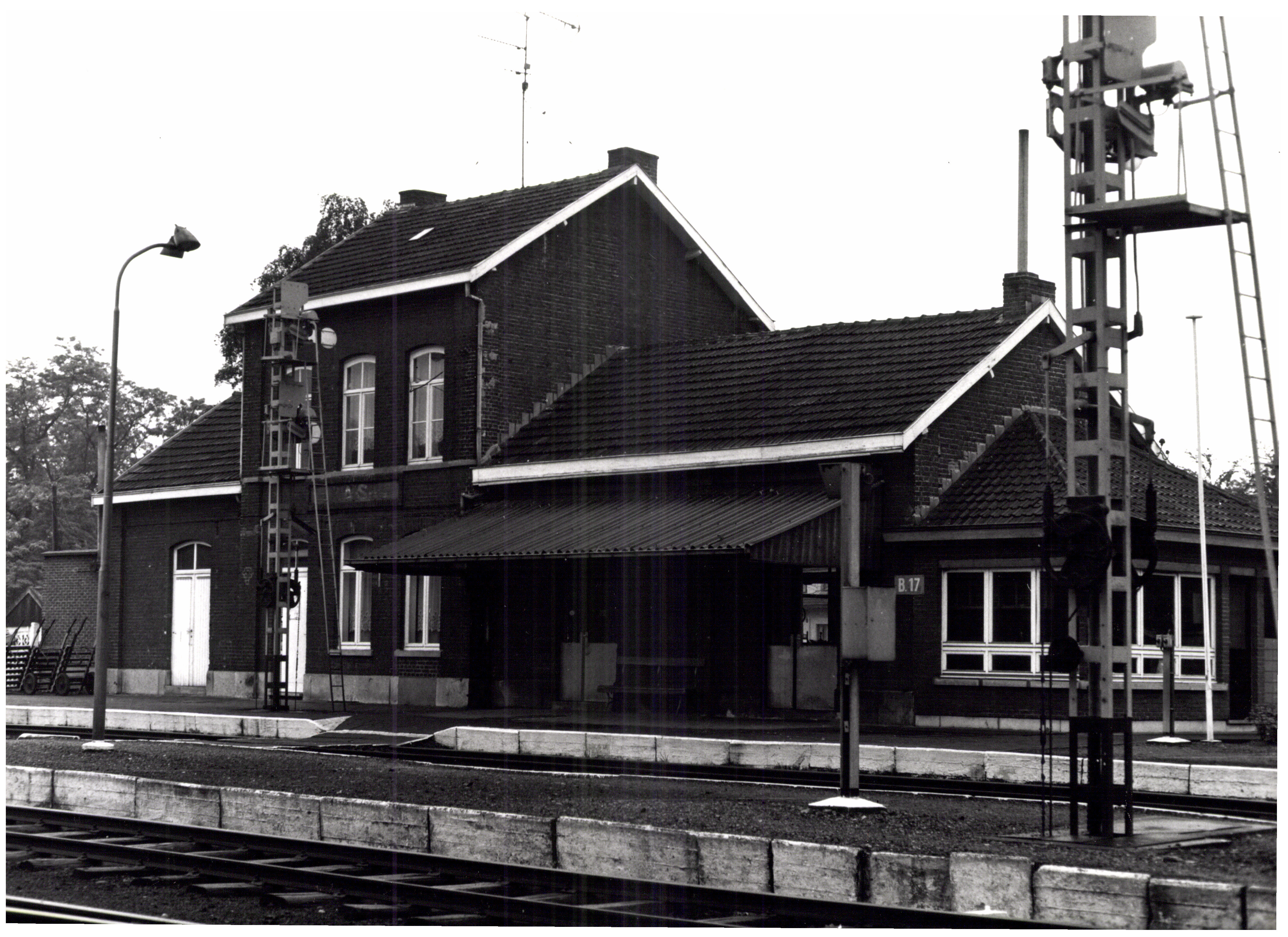
La gare dans les années 1980-1990.

La station d'Asch est mise en service par la Société du chemin de fer Hasselt-Maeseyck qui inaugure le 3 mars 1874 la ligne de Hasselt (Y Zonhoven) à Maaseik qui ne comprend alors que quatre stations : Genck (Genk), Asch (As), Eelen (Elen) et Maesyck (Maaseik). La société pouvait, à titre éventuel, prolonger la ligne de chemin de fer aux Pays-Bas jusqu'à la gare d'Echt au moyen d'un pont qui ne fut jamais réalisé. La ligne, alors à simple voie, accueille un trafic de voyageurs et de marchandises purement local.
Malgré plusieurs sondages du sous-sol dès le XIXe siècle cherchant à trouver une continuité entre les bassins houillers de la Ruhr et de la Meuse, aucune trace de charbon n'avait été trouvée. C'est seulement en 1901 que le liégeois André Dumont, s'intéressant à la région de la Campine, découvre du charbon à proximité du village d'As. Des recherches ultérieures déboucheront sur la découverte d'un grand bassin charbonnier dans la province belge de Limbourg. Du charbon sera également découvert aux Pays-Bas.
L'emplacement des futures mines de charbon se trouvant la plupart du temps à l'écart du chemin de fer de Hasselt à Maaseik, un ensemble de nouvelles lignes ferroviaires doit être construit. À partir de 1909, plusieurs lignes industrielles permettent la construction des complexes miniers et l'extraction des premiers matériaux. La Première Guerre mondiale et l'occupation Allemande interrompent les travaux. La nouvelle ligne de Y Boxbergheide à As, est mise le 1er juillet 1925. En 1926, elle est prolongée jusqu'aux mines d'Eisden (ligne 21B).
À As, le bâtiment d'origine est conservé et des voies supplémentaires complétées par une halle aux marchandises s'ajoutent aux installations d'origine.
La section d'origine, de Boxbergheide à As, étant jugée insuffisamment utile, elle est déclassée en 1941, entrainant la fermeture de la première gare de Genk. Le trafic entre As et le nœud ferroviaire de Genk/Winterslag s'effectue dès lors via Waterschei, malgré un allongement du trajet de 5 km. Cette section est alors requalifiée en tant que ligne 21.
Le trafic voyageurs entre As et Maaseik est supprimé en 1959. Entre Hasselt, Waterschei, As et Eisden, il se maintient jusqu'en 1983. La ligne entre As et Maaseik perd ses trains de marchandises en 1979 avant d'être démantelée en 1988. En 1979 toujours, la SNCB recrée une gare dans le centre de Genk, ainsi que la ligne 21D, pour desservir la nouvelle gare de Genk. Une rocade faisant partie de la N75 a remplacé l'ancien tracé fermée en 1941.
Dans les années 1980, les mines de charbon ferment les unes après les autres. Les lignes de Winterslag à As et d'As à Eisden sont officiellement fermées en 1988 (des trains de déchets destinées à être enfouis circuleront jusqu'à Eisden jusqu'en 1992.
L'association Kolenspoor (en français : « chemin de fer du charbon ») a été créée pour réaliser une exploitation touristique entre les gares, restaurées, d'As et Eisden, construisant un atelier moderne en gare d'As. Des trains ont circulé entre 2000 et 2014 mais, en raison du mauvais état de la voie, les circulations ont cessé. Un chemin de fer miniature à voie étroite reste en activité.

## Patrimoine ferroviaire
Le bâtiment des recettes a été rénové en 2005 et accueille une taverne, rebaptisée « Brasserie 't Stasjon » (Brasserie het station, brasserie « la Gare »). Ses abords sont aménagés avec un belvédère et plusieurs chemins du parc national de haute Campine. Avec celui, fortement transformé de la gare d'Achel (nl), il s'agit du plus ancien bâtiment de gare de la Province de Limbourg encore en debout.
Construit en 1874 par la Société du chemin de fer Hasselt-Maeseyck, il était identique à ceux des gares de Genk et Elen, démolis depuis. Seule la gare de Maaseik, également disparue, possédait une construction plus grande.
Ce bâtiment se compose d'un corps central à étage de trois travées rapprochées et de deux ailes sans étage comportant respectivement une et deux travées (une à l'origine). La seconde travées, ajoutée vers 1900, servait alors de nouvelle salle d'attente de troisième classe tandis que l'autre était partagée entre le guichet et une salle d'attente pour les classes supérieures ; la position dui guichet et de la salle d'attente sera plus tard permutée. Dans sa configuration finale avant la fin du service commercial, l'aile la plus courte accueille un local pour le service de la voie, la cuisine et le WC et (dans une aile à toit plat) la salle de bains ; le rez-de-chaussée du corps central sont entièrement dévolus au logement de fonction (salon, cuisine, vestibule). Séparée physiquement de cette partie se trouve l'aile longue avec la salle d'attente, le guichet et son bureau avec une extension moderne abritant un poste de signalisation et les toilettes du public. Après 1959, il sert de bâtiment de service pour l'entretien de la voie et un garage avec une porte côté rue sera réalisée. Diverses extensions remontant au XXe siècle ont depuis été retirées ou ont disparu lors de l'agrandissement de l'aile gauche au XXIe siècle. La gare arbore à nouveau son nom d'origine « Asch » et les corniches en bois à denticules ont été reconstituées.

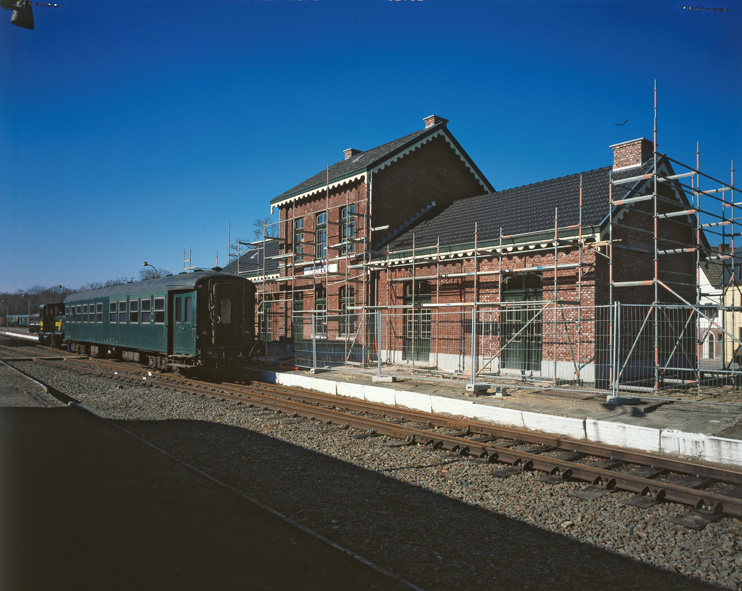
Rénovation de la gare en 2005.
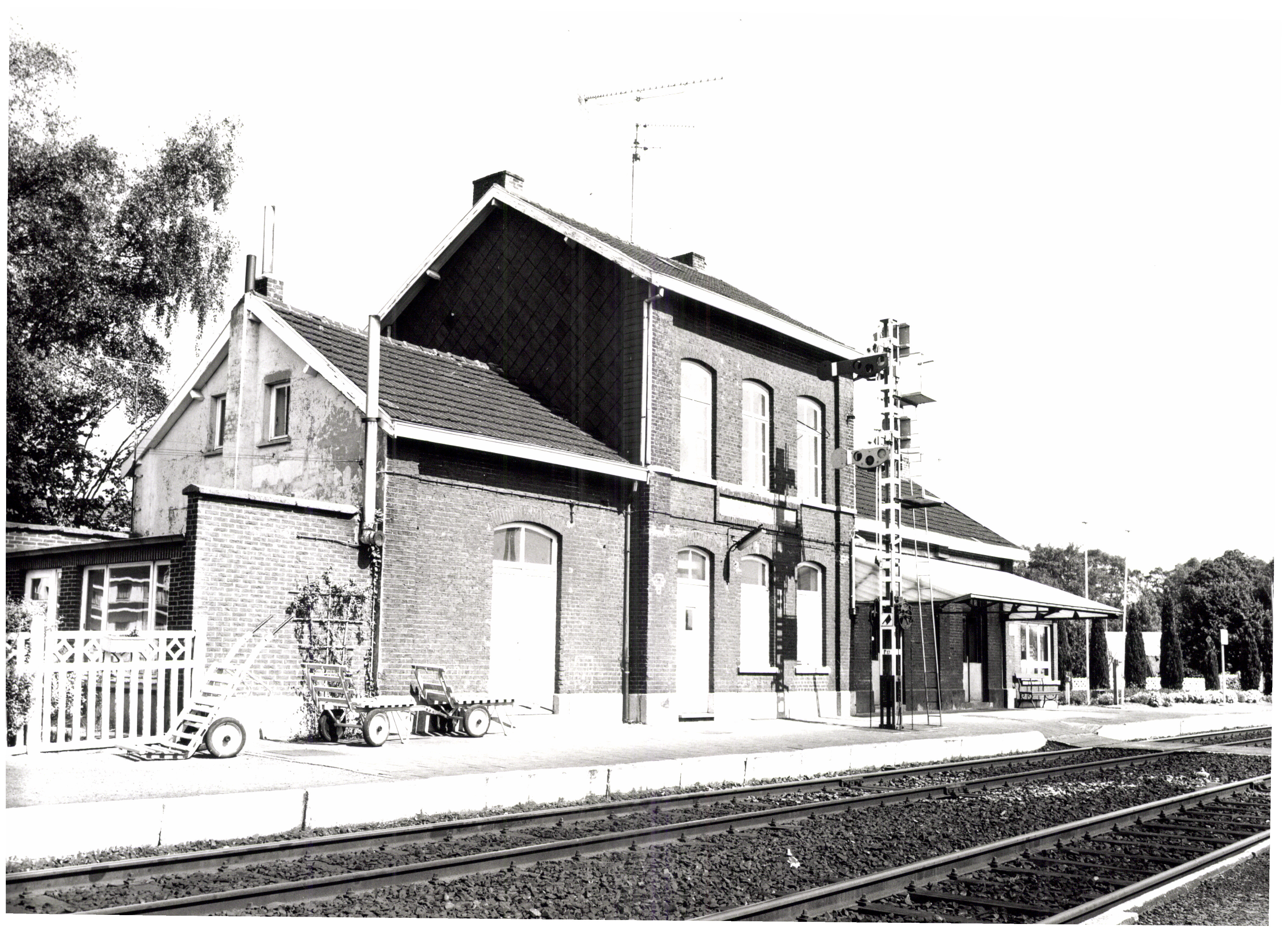
Avant sa rénovation.
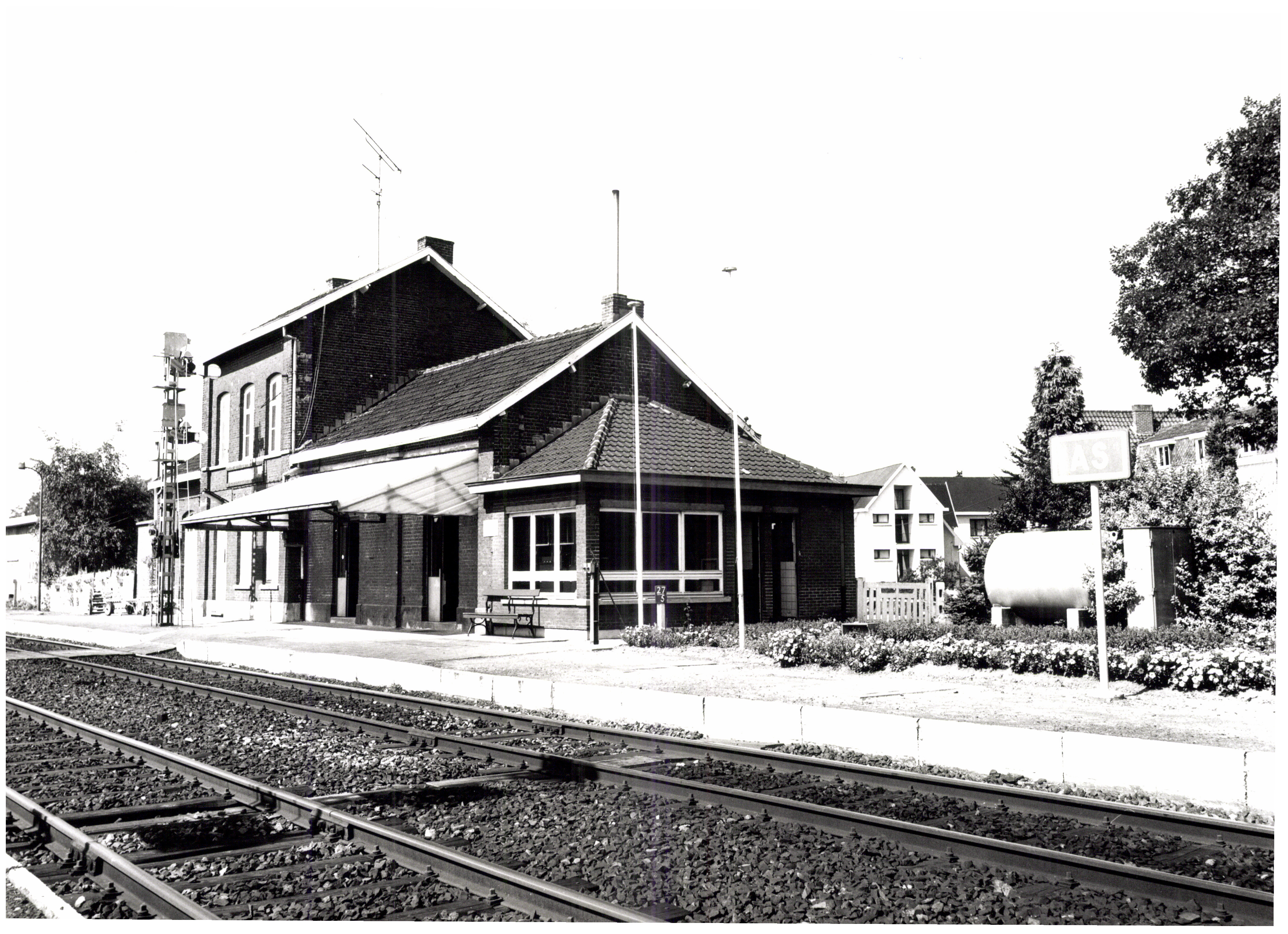
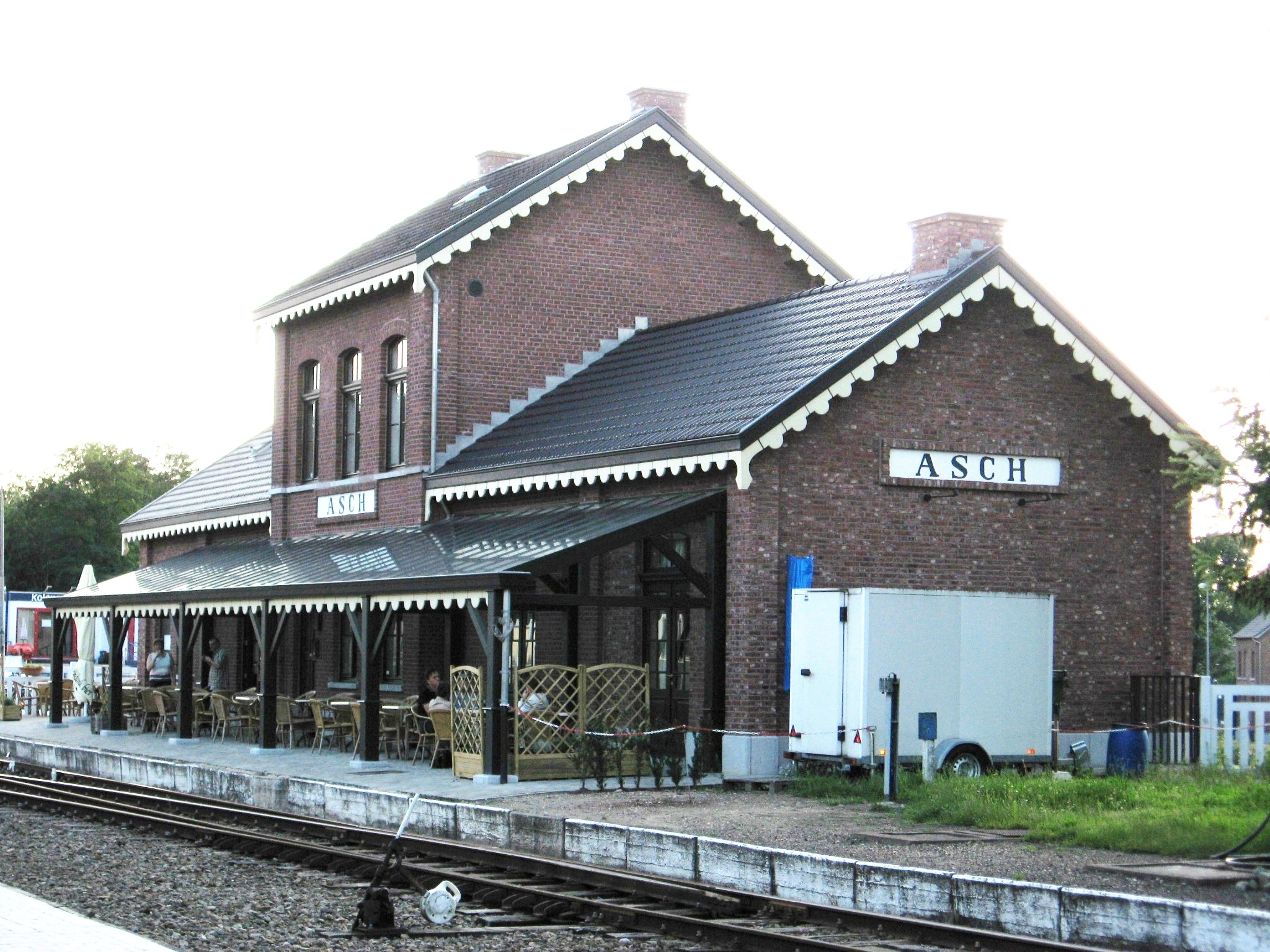
Terrasse de la taverne.
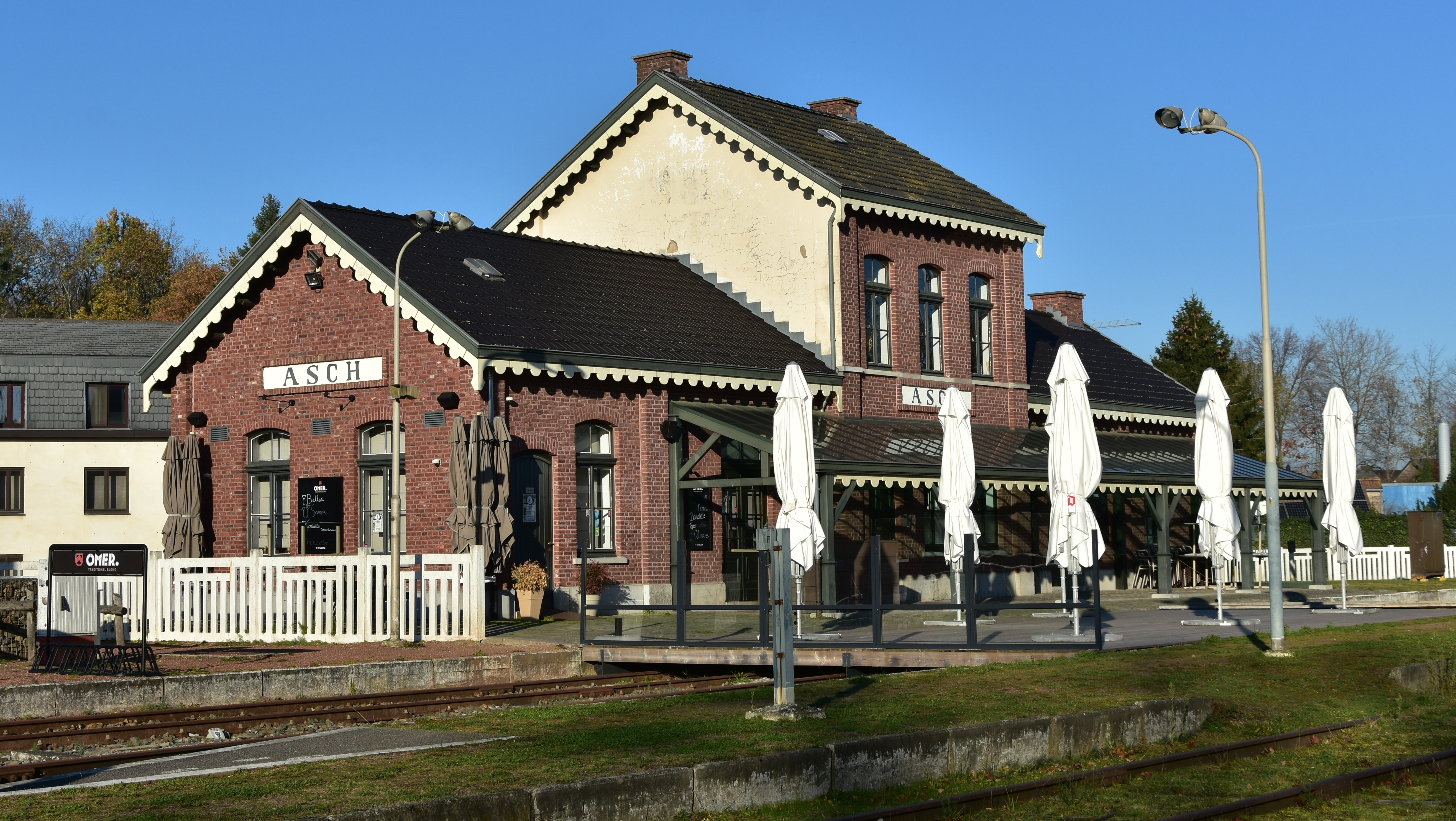
Prolongée par-dessus les voies.
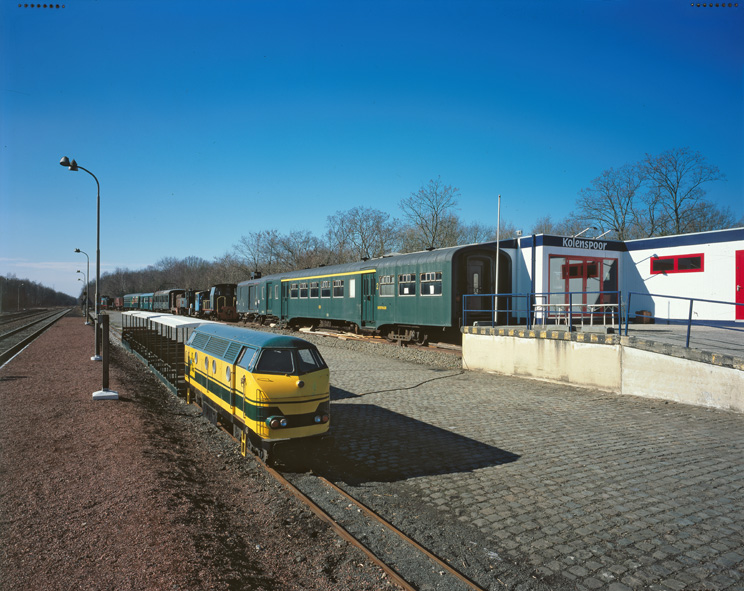
Train miniature au premier plan.
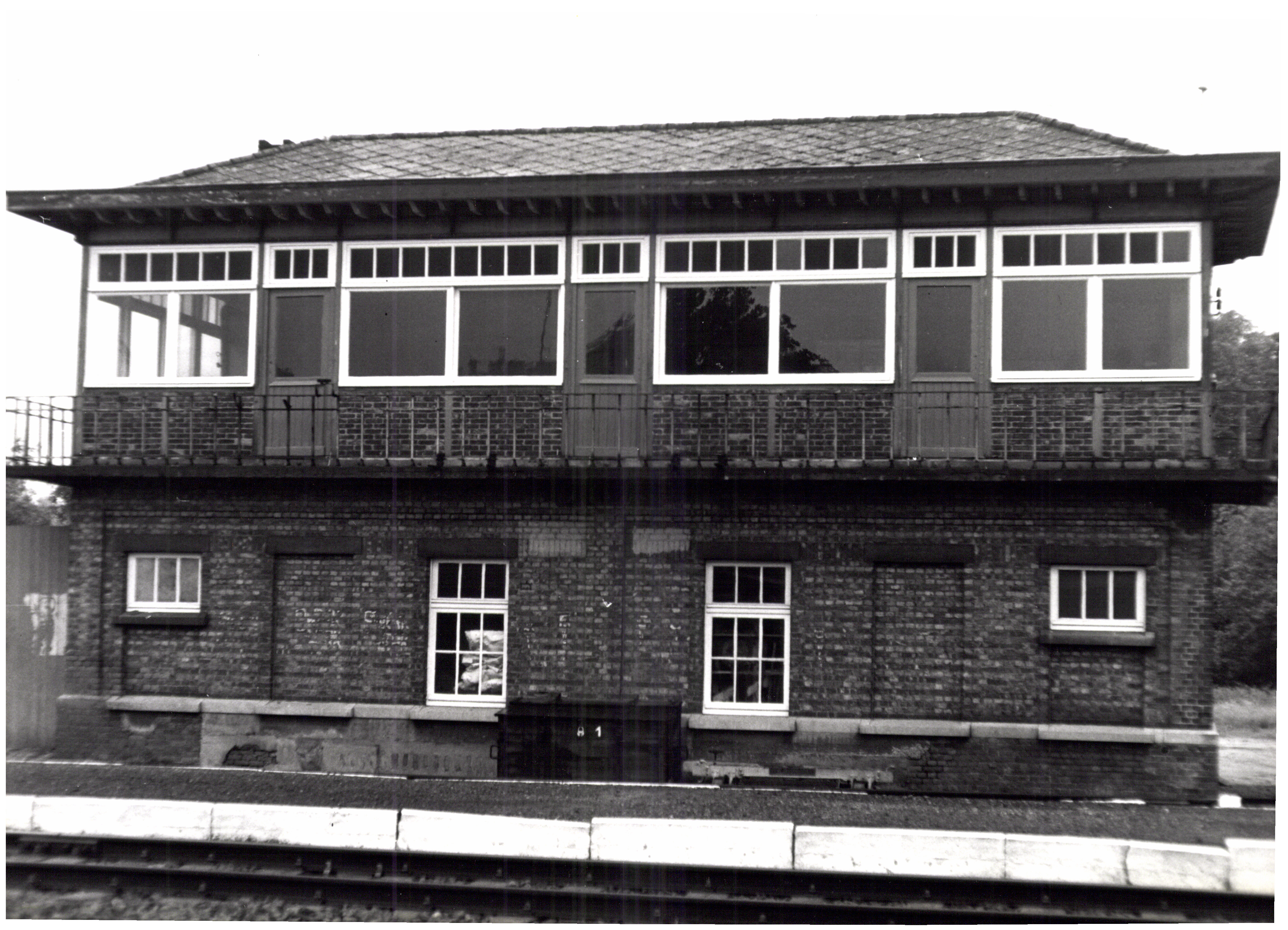
Ancienne cabine de signalisation.
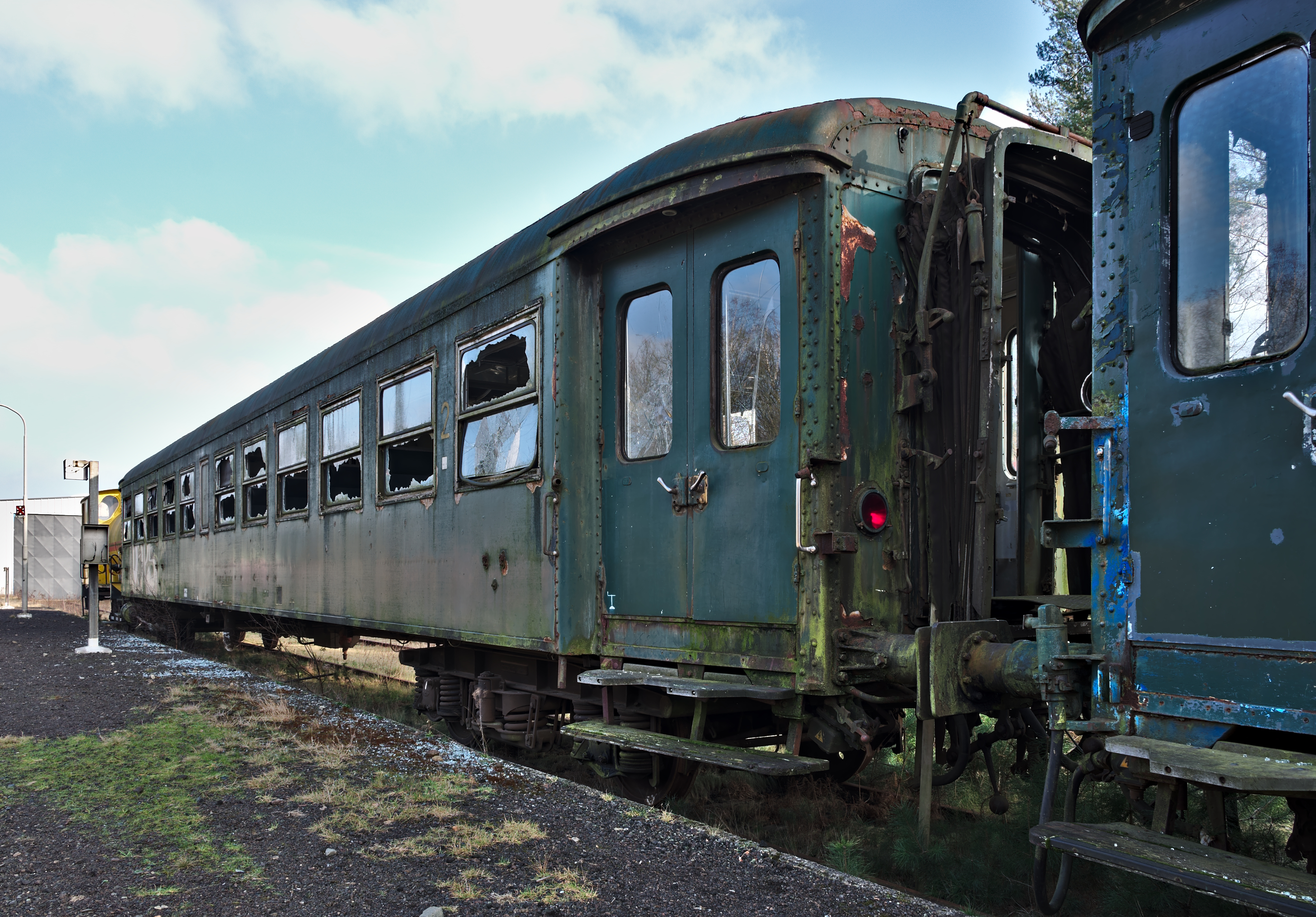
Voiture ex-SNCB à l'abandon.